# Metzger Márta
Metzger Márta (Budapest, 1947. szeptember 29. –) Liszt Ferenc-díjas magyar balettművész, pedagógus, érdemes és kiváló művész, a Halhatatlanok Társulatának örökös tagja.

## Életpályája
1965-ben végzett az Állami Balettintézetben, majd a Magyar Állami Operaház tagja lett, 1972-től az intézmény magántáncosa volt. 1984-ben balettpedagógus diplomát szerzett, rendszeresen tanított a nyári Kölni Táncakadémián. 1990-től balettmesterként és asszisztensként dolgozott. 1992-től a Budapesti Operettszínház gyakorlatvezetője is volt.

## Főbb szerepei
- Giselle (Lavrovszkij)
- Sylvia (Seregi László)
- Királykisasszony (Seregi László: A fából faragott királyfi)
- Szilfid (Bournonville: A szilfid)
- Mária Magdolna (Fodor: A próba)
- Balerina(László: Derby)
- Főszerep (Béjart: Ez lenne a halál?, Opusz 5)
- Tatjana (Cranko: Anyegin)

## Díjai és kitüntetései
- Liszt Ferenc-díj (1974)
- Érdemes művész (1982)
- Kiváló művész (1989)
- A Halhatatlanok Társulatának örökös tagja (2015)
- A Magyar Érdemrend tisztikeresztje (2016)
- Tériné Horváth Margit-díj